# Ньюбери, Стив
Стив Нью́бери (англ. Steve Newbury, род. 21 апреля 1956, Нит, Уэльс) — валлийский бывший профессиональный игрок в снукер. Стал профессионалом в 1984 году после успешной любительской карьеры. Лучшие достижения Ньюбери в рейтинговых турнирах — это несколько четвертьфиналов и один полуфинал (на Mercantile Credit Classic 1988). Трижды (в 1989, 1990 и 1991) выходил в финальную стадию чемпионата мира. Лучший рейтинг Ньюбери — 19-й (Сезон 1989/90 годов).